# Ольер
Олье́р (фр. Ollières) — коммуна на юго-востоке Франции в регионе Прованс — Альпы — Лазурный берег, департамент Вар, округ Бриньоль, кантон Сен-Максимен-ла-Сент-Бом.
Площадь коммуны — 39,66 км², население — 602 человека (2006) с тенденцией к росту: 627 человек (2012), плотность населения — 16,0 чел/км².

## Население
Население коммуны в 2011 году составляло — 631 человек, а в 2012 году — 627 человек.
| 1962 | 1968 | 1975 | 1982 | 1990 | 1999 | 2006 | 2007 | 2011 | 2012 |
| ---- | ---- | ---- | ---- | ---- | ---- | ---- | ---- | ---- | ---- |
| 166  | 138  | 151  | 200  | 331  | 446  | 602  | 624  | 631  | 627  |

Динамика населения:

## Экономика
В 2010 году из 416 человек трудоспособного возраста (от 15 до 64 лет) 288 были экономически активными, 128 — неактивными (показатель активности 69,2 %, в 1999 году — 70,6 %). Из 288 активных трудоспособных жителей работали 255 человек (140 мужчин и 115 женщин), 33 числились безработными (16 мужчин и 17 женщин). Среди 128 трудоспособных неактивных граждан 42 были учениками либо студентами, 41 — пенсионерами, а ещё 45 — были неактивны в силу других причин.
На протяжении 2010 года в коммуне числилось 225 облагаемых налогом домохозяйств, в которых проживало 626,0 человек. При этом медиана доходов составила 20 тысяч 794 евро на одного налогоплательщика.